# Runaways (serie de televisión)
Marvel's Runaways, o simplemente Runaways, es una serie de televisión estadounidense  creada por Joe Schwartz y Stephanie Savage para Hulu y basada en los personajes del mismo nombre de Marvel Comics. La serie está ambientada en el Universo cinematográfico de Marvel (UCM), compartiendo continuidad con las otras series de televisión de la franquicia y reconociendo la continuidad de las películas de la franquicia. La serie está producida por ABC Signature Studios, Marvel Television y Fake Empire, con Schwartz y Savage como showrunner.
Rhenzy Feliz, Lyrica Okano, Virginia Gardner, Ariela Barer, Gregg Sulkin y Allegra Acosta interpretan a los Runaways, seis adolescentes de diferentes orígenes que se unen contra sus padres, la organización PRIDE, interpretados por Angel Parker, Ryan Sands, Annie Wersching, Kip Pardue, Ever Carradine, James Marsters, Brigid Brannagh, Kevin Weisman, Brittany Ishibashi y James Yaegashi. Julian McMahon también protagoniza la segunda temporada como Jonah, después de recurrir en la primera, mientras que Clarissa Thibeaux protagoniza la tercera temporada como Xavin, después de recurrir en la segunda.
Una película de Marvel Studios basada en Runaways comenzó a desarrollarse en mayo de 2008, antes de ser archivada en 2013 debido al éxito de The Avengers. En agosto de 2016, Marvel Television anunció que Runaways había recibido un pedido de piloto por Hulu, después de haber sido desarrollado y escrito por Schwartz y Savage. El casting de los Runaways y Pride se reveló en febrero de 2017, y el rodaje del piloto comenzó en Los Ángeles ese mes. Hulu encargó oficialmente la serie en mayo de 2017.
La primera temporada se estrenó del 21 de noviembre de 2017 al 9 de enero de 2018. El programa se renovó para una segunda temporada de 13 episodios, que se estrenó en su totalidad el 21 de diciembre de 2018. La tercera y última temporada de diez episodios, que incluyó un cruce con su serie compañera de adultos jóvenes de Marvel Television, Cloak & Dagger, fue estrenada el 13 de diciembre de 2019. Runaways fue eliminado de Hulu en mayo de 2023 como parte de las medidas de reducción de costos de Disney.

## Premisa
Seis adolescentes de diferentes orígenes se unen contra un enemigo común: sus padres criminales, que dirigen colectivamente una organización llamada, Pride. En la segunda temporada, los adolescentes ahora huyen de sus padres, viven solos y descubren cómo detener a Pride. En la tercera temporada, Nico Minoru y el otro miembros del equipo se enfrentan a extraterrestres y Morgan le Fay.

## Reparto y personajes

### Principal
- Rhenzy Feliz como Alex Wilder: Un nerd que anhela reunirse con sus amigos de la infancia. Tiene un alto intelecto y es el líder de los Runaways.[5]
- Lyrica Okano como Nico Minoru: 
Una Wiccan que se aísla con su apariencia gótica y es un miembro de los Runaways.[5] A diferencia de los cómics, Nico no convoca al Bastón de Uno mediante autolesión. Okano dijo que esto se modificó, "por una buena razón", ya que habría "muchos adolescentes viendo el programa y no queremos promover nada como la autolesión porque eso es serio". Agregó que aún estaría involucrado un elemento de extracción de sangre.[6]
- Virginia Gardner como Karolina Dean: 
Una híbrido humana-alienígena agobiada por su educación religiosa que quiere perseguir sus propios deseos en lugar de seguir los de su madre, y es miembro de los Runaways.[5] Karolina tiene la capacidad de volar, brillar con luz de los colores del arco iris y disparar rayos de luz.[7]
- Ariela Barer como Gertrude Yorkes: Una riot grrrl, activista social y miembro de los Runaways. También tiene un vínculo telepático con su dinosaurio genéticamente modificado, Old Lace.[5]
- Gregg Sulkin como Chase Stein: 
Un jugador de lacrosse de secundaria que a menudo es descartado como un deportista tonto, pero muestra brillantez en ingeniería y es miembro de los Runaways.[5] Sulkin y los escritores querían que el personaje tuviera "más capas" que los cómics, y Sulkin sintió que Chase era el Runaways que más había cambiado con respecto al material original.[8] Se representa al personaje con el potencial de ser tan genio como su padre,[9] y construye dispositivos, incluidos poderosos guanteletes armados llamados "Fistigons".[10] Connor Falk interpreta a un joven Chase.[11]
- Allegra Acosta como Molly Hayes Hernandez:
La integrante más joven de los Runaways que se caracteriza por su actitud positiva. Molly descubre que tiene la capacidad de una fuerza e invulnerabilidad sobrehumanas.[5] Evelyn Angelos interpreta a una joven Molly.[12]
- Angel Parker como Catherine Wilder: La madre de Alex, una abogada exitosa y miembro de Pride.[2]
- Ryan Sands como Geoffrey Wilder: El padre de Alex y un hombre de negocios hecho a sí mismo que tuvo un camino agotador hacia su éxito y es miembro de Pride.[2]
- Annie Wersching como Leslie Dean:
La madre de Karolina, una de las líderes del grupo religioso de culto, la Iglesia de Gibborim y miembro de Pride.[2][13] Mia Topalian interpreta a una joven Leslie Ellerh, mientras que Charlie Townsend la interpreta cuando era una niña pequeña.
- Kip Pardue como Frank Dean:
El padre de Karolina, una ex estrella adolescente que está luchando en su carrera como actor profesional y se convierte en uno de los líderes de la Iglesia de Gibborim.[2][13] A diferencia de los cómics, Frank no es actualmente miembro de Pride. Pardue describió al personaje como el "enlace" entre los Runaways y Pride, diciendo: "Todo este programa trata sobre los niños que luchan contra sus padres. Frank sigue esa línea y tiene que descubrir dónde están sus lealtades".[14]
- Ever Carradine como Janet Stein: La madre de Chase, que tiene una mente brillante, es "una madre de familia perfecta" y una miembro de Pride.[2] Sorel Carradine interpreta a una joven Janet.[11]
- James Marsters como Victor Stein: 
 El padre de Chase, un genio de la ingeniería y miembro de Pride.[2] Marsters se inspiró en la interpretación de Vincent D'Onofrio de Wilson Fisk en Daredevil, diciendo que era "exactamente lo opuesto a lo que estaba esperando", y también buscó puntos en común con Víctor, diciendo: "No soy un padre abusivo, pero no soy un padre perfecto. No creo que nadie lo sea". Añadió que Víctor sólo quiere que Chase alcance su potencial.[9] Tim Pocock interpreta a un joven Víctor.[11]
- Brigid Brannagh como Stacey Yorkes: La madre de Gert, bioingeniera y miembro de Pride.[2]
- Kevin Weisman como Dale Yorkes: El padre de Gert, bioingeniero y miembro de Pride.[2]
- Brittany Ishibashi como Tina Minoru: 
La madre de Nico, que es una brillante innovadora, una directora ejecutiva despiadada y perfeccionista "mamá tigre" que es miembro de Pride.[2] El personaje apareció anteriormente en la película Doctor Strange (2016), en un papel menor como Maestra de las Artes Místicas, interpretada por Linda Louise Duan.[15][16][17] Los productores se sintieron libres de "recastear" el papel y crear una versión diferente de Tina Minoru ya que Duan no fue nombrada como el personaje de la película.[18]
- James Yaegashi como Robert Minoru: El padre de Nico y miembro de Pride, que es un brillante innovador.[2]
- Julian McMahon como Jonah: 
El padre biológico de Karolina, un miembro de la raza alienígena conocida como Gibborim, que es el benefactor de Pride.[19] McMahon describió a Jonah como "el tipo rico que está bastante impulsado por su ego y su misión... que está tratando de lograr ciertas cosas y si algo se interpusiera en su camino, lo superaría", lo cual sentía que era similar a Victor von Doom, a quien interpretó en Los Cuatro Fantásticos y su secuela. También reveló que no apareció en los episodios anteriores como el personaje en su estado cercano a la muerte, ya que había sido elegido después de que se completaron los primeros cuatro episodios.[20] Ric Sarabia interpretó al personaje en este estado,[21] lo cual, según McMahon, tomó cinco horas de aplicación de maquillaje para lograrlo.[20]
- Clarissa Thibeaux como Xavin: En extraterrestre que cambia de forma y cree en una profecía de que está comprometido con Karolina.

### Recurrentes

#### Introducidos en la temporada 1
- Danielle Campbell como Eiffel: Una chica que asiste a la Academia Atlas, menosprecia a Karolina y está enamorada de Chase.
- Pat Lentz como Aura: Una miembro de la Iglesia de Gibborim que trabaja para los decanos. Sarah Ann Vail interpreta a una joven Aura.
- Heather Olt como Frances: Una miembro de la Iglesia de Gibborim que trabaja para los decanos. Alexa Marie Anderson interpreta a una joven Frances .
- DeVaughn Nixon como Darius Davis: Un antiguo socio de Geoffrey que le guarda rencor.
- Cody Mayo como Vaughn Kaye: El asistente de Leslie Dean en la Iglesia de Gibborim.
- Alex Fernandez como Flores: Un teniente del Departamento de Policía de Los Ángeles que trabaja para Pride.
- Ozioma Akagha como Tamar Davis: La esposa de Darius que está embarazada y finalmente dio a luz a su hijo, Xerxes.

Old Lace, un Deinonychus genéticamente vinculado telepáticamente con Gert Yorkes, aparece en la serie. El personaje es interpretado por un títere operado por seis personas, incluida una persona que bombea aire a través del títere para mostrar la respiración del dinosaurio. Barer llamó a la marioneta "increíble... Ves sus emociones. No nos acostumbramos a eso".

#### Introducidos en la temporada 2
- Ajiona Alexus como Livvie: La cuñada de Darius y el interés amoroso de Alex.
- Helen Madelyn Kim como Megan: Una empleada millennial de Pride que, sin saberlo, sufre abusos por parte de sus jefes.
- Myles Bullock como Anthony "AWOL" Wall: El socio corrupto de Flores que persigue a los Runaways.

#### Introducidos en la temporada 3
- Elizabeth Hurley como Morgan le Fay: Una poderosa hechicera de la Dimensión Oscura.[23][24]
- Scarlett Byrne como Bronwyn: Una miembro del aquelarre de brujas de Morgan le Fey.

### Invitados

#### Introducidos en la temporada 1
- Zayne Emory como Brandon: Un miembro del equipo de lacrosse de Chase.
- Timothy Granaderos como Lucas: Un miembro del equipo de lacrosse de Chase.
- Nicole Wolf como Destiny González: Una joven que se une a la Iglesia de Gibborim y es sacrificada poco después por Pride.
- Nathan Davis Jr. como Andre: Un asociado de Darius que se utiliza como sacrificio por Pride.
- Lee Fraley como David Ellerh: El fundador de la Iglesia de Gibborim y padre de Leslie. Nathan Sutton interpreta a un joven David.
- Ryan Doom como Alphona: La entrenadora de lacrosse de Chase.
- Devan Chandler Long como Kincaid: Un hombre contratado por Tina Minoru con fines tortuosos.
- Kimmy Shields como seguidora del club de Gert.
- Anjelika Washington como seguidora del club de Gert.
- Cooper Mothersbaugh como seguidor del club de Gert.
- Amanda Suk como Amy Minoru: La hermana de Nico, la mejor amiga de Alex y la hija de Tina y Robert que murió antes del comienzo de la serie. Chandler "ChaCha" Shen interpreta a una joven Amy.
- Vladimir Caamaño como Gene Hernandez: Un geólogo que es el padre de Molly y exmiembro de Pride que murió en un incendio.
- Carmen Serano como Alice Hernandez: Una geóloga que es la madre de Molly y exmiembro de Pride que murió en un incendio.
- Jorge Diaz como Earl: Un amigable activista social del que Gert se hace amigo.
- Marlene Forte como Graciela Aguirre: Pariente lejana de Molly.

Stan Lee hace un cameo como conductor de limusina.

#### Introducidos en la temporada 2
- Ryan Dorsey como Mike: Un ciclista sin hogar que causa problemas a los Runaways.
- Jan Luis Castellanos como Topher: Un misterioso niño de la calle con súper fuerza que se une brevemente a los Runaways.[3]
- Efraín Figueroa como Joseph: El padre de Topher que fue herido por su hijo.
- Rose Portillo como Eileen: La madre de Topher que lo echó de la casa.
- Verónica Díaz como Sofía: La hermana de Topher que es enfermera.
- Damien Diaz como Oscar González: El hermano de Destiny a quien Frank mata en defensa propia.
- Elayn J. Taylor como Nana B: La madre de Darius y suegra de Tamar.
- Brie Carter como Mary: una empleada millenial de Pride que, sin saberlo, sufre abusos por parte de sus jefes.
- Steve O'Young como Mitch: Un miembro del equipo de ataque de AWOL.
- Kathleen Quinlan como Susan Ellerh: Miembro de la Iglesia de Gibborim y madre de Leslie
- Kara Royster como Wendy: Una empleada millenial de Pride que se interesa por Chase.

En esta temporada se presenta el hijo pequeño de Darius y Tamar, Jerjes. 

#### Introducidos en la temporada 3
- Anjali Bhimani como Mita Nansari: Empleada de WIZARD.
- Emily Alabi como Cassandra: Una miembro del aquelarre de brujas de Morgan le Fey.
- John Ales como Quinton el Grande: Un gran mago y propietario original del albergue.
- Marilyn Tokuda como Akari Minoru: La madre de Tina y la abuela de Nico.
- Minae Noji como Tokiko Minoru: La hermana de Tina y tía de Nico.
- Brianna Ishibashi como Judith Minoru: La hermana de Tina y tía de Nico.
- Granville Ames como Curtis Stein: El padre de Victor y el abuelo de Chase.
- Elliot Fletcher como Max: Un desafortunado interno de WIZARD que se hace amigo de Gert.
- Martin Martinez como Bodhi: Un miembro de la renovada Iglesia de Gibborim que se hace amigo de Molly.
- Claudia Sulewski como Julie: La novia de Karolina de un futuro alternativo.
- Olivia Holt como Tandy Bowen / Dagger / Daga:
Una adolescente con la capacidad de emitir dagas de luz que pueden infligir dolor corporal, deslumbrar y purgar las adicciones de sus objetivos a distancia. Además, puede ver las mayores esperanzas de aquellos a quienes toca e incluso robárselas para ella misma. Holt interpretó al personaje de la serie, Cloak & Dagger.[26]
- Aubrey Joseph como Ty Johnson / Cloak / Capa:
Un adolescente con la capacidad de generar y envolver a otros en sombras y transportarlos a la Dimensión Oscura. Además, puede ver los mayores temores de aquellos a quienes toca y teletransportarse a largas distancias. Joseph interpretó al personaje de Cloak & Dagger.[26]

Esta temporada se presenta la hija pequeña de Jonah y Leslie, Elle. 

## Episodios
| Temporada | Temporada | Episodios | Lanzamiento original    | Lanzamiento original    | Emisión en Hispanoamérica | Emisión en Hispanoamérica |
| Temporada | Temporada | Episodios | Inicio                  | Final                   | Inicio                    | Final                     |
| --------- | --------- | --------- | ----------------------- | ----------------------- | ------------------------- | ------------------------- |
|           | 1         | 10        | 21 de noviembre de 2017 | 9 de enero de 2018      | 20 de febrero de 2018     | 20 de marzo de 2018       |
|           | 2         | 13        | 21 de diciembre de 2018 | 21 de diciembre de 2018 | 19 de marzo de 2019       | 11 de junio de 2019       |
|           | 3         | 10        | 13 de diciembre de 2019 | 13 de diciembre de 2019 | 25 de noviembre de 2020   | 17 de diciembre de 2020   |

## Producción

### Desarrollo
Brian K. Vaughan fue contratado para escribir un guion para Marvel Studios en mayo de 2008, basado en el cómic Runaways. El presidente de Marvel Studios, Kevin Feige y la productora Jodi Hildebrand imaginaron la película como una historia de mayoría de edad al estilo del director, John Hughes. En abril de 2010, Marvel contrató a Peter Sollett para dirigir la película, y un mes más tarde Drew Pearce fue contratado para escribir un nuevo guion. La película fue desarrollada bajo el título provisional, Small Faces, en referencia a la banda de rock de los años 60, Small Faces. El desarrollo de la película se suspendió en octubre de 2010, y Vaughan señaló más tarde que Marvel Studios había decidido centrar sus esfuerzos en una película de Guardianes de la Galaxia (2014) en su lugar. Pearce explicó en septiembre de 2013 que la película Runaways había sido archivada debido al éxito de The Avengers (2012); la primera película que se pudo hacer fue para la Fase Tres del Universo vinematográfico de Marvel. En octubre de 2014, después de anunciar las películas de la Fase Tres de Marvel sin Runaways, Feige dijo que el proyecto "sigue siendo un guion increíble que existe en nuestra bóveda de guiones... En nuestras discusiones sobre televisión y películas futuras, siempre es uno del que hablamos, porque tenemos un borrador sólido allí. [Pero] no podemos hacerlos todos".
Marvel Television, con sede en ABC Studios, estaba esperando el showrunner correcto antes de seguir adelante con una toma de televisión de los personajes. Josh Schwartz y Stephanie Savage, cuya compañía Fake Empire tenía un acuerdo general con ABC, compraron la propiedad de forma independiente durante una reunión general con el estudio, y, en agosto de 2016, la pareja había pasado un año conversando con Marvel sobre convertir a Runaways en una serie de televisión. Ese mes, Marvel's Runaways fue anunciada por Marvel Television, ABC Signature Studios y Fake Empire, con el servicio de streaming Hulu ordenando un episodio piloto y guiones para una temporada completa. Se creía que Hulu ya tenía «el ojo para la luz verde de una temporada completa». El productor ejecutivo, Jeph Loeb, consideró que «fue una decisión fácil» que Hulu transmitiera la serie a través de las otras cadenas con las que trabaja Marvel Television, porque «estábamos muy entusiasmados con la posibilidad de unirnos a una cadena que era joven y [estaba] creciendo de la misma manera que cuando fuimos a Netflix cuando empezó y estaba creciendo en el lado original. Realmente parece que estamos en el lugar correcto en el momento correcto con el proyecto correcto». Loeb y Marvel Television también quedaron impresionados por el éxito también de Hulu de The Handmaid's Tale, que ayudó a justificar aún más la decisión. Schwartz y Savage escribieron el piloto, y fungieron como showrunners en la serie, así como productores ejecutivos junto a Loeb y Jim Chory. En mayo de 2017, Runaways recibió la orden de que se convirtiera en una serie de 10 episodios de Hulu en su presentación inicial de publicidad anual.
Lis Rowinski, de Fake Empire, produjo la serie, y Vaughan fue asesor ejecutivo. Sobre esto, Vaughan señaló que «consultó un poco al principio del proceso», pero sintió que la serie «encontró a los 'padres adoptivos' ideales en Josh Schwartz y Stephanie Savage (…) [que] adaptaron amorosamente [los cómics] a un drama elegante que se siente como contemporáneo en Los Ángeles». También elogió al elenco, el equipo y los guionistas que trabajaron en la serie, y sintió que el piloto se veía «como un comic de Adrian Alphona», refiriéndose al artista que trabajó con Vaughan cuando creó los personajes. dijo que habían sido Schwartz y Savage quienes le habían pedido a Vaughan que se involucrara, y dijo que esto era algo que «muchos showrunners no gravitan de inmediato». En las conversaciones con Vaughan, Marvel descubrió que «realmente quería involucrarse y asegurarse de que se hiciera, no solo de forma adecuada, sino de una manera que duraría 100 episodios». Vaughan también creía que Runaways se sentía "mucho más a gusto en la televisión" que si se hubiera adaptado a un largometraje tal como se desarrolló originalmente. Apoyó los diversos cambios que hicieron Schawartz y Savage, como alterar a Molly Hayes para convertirla en Molly Hernandez y ser un poco mayor, además de presentar una hermana para Nico Minoru que había muerto, afirmando que el material de cómics, escrito originalmente en 2003, necesitaba evolucionar para la serie.
El 8 de enero de 2018, Hulu renovó la serie para una segunda temporada de 13 episodios. El 24 de marzo de 2019, Hulu renovó la serie para una tercera temporada de diez episodios. Ese noviembre, se anunció que la tercera temporada sería la última de la serie.

### Guion
Schwartz era fanático del cómic de Runaways desde hacía algún tiempo, y lo presentó a Savage, diciendo, «cuando eres un adolescente, todo se siente como la vida o la muerte, y lo que está en juego en esta historia, realmente se siente así». Loeb describió la serie como The O.C. del Universo cinematográfico de Marvel (UCM), y Schwartz dijo que significaba «tratar los problemas de los adolescentes como si fueran adultos» y hacer que la serie «se sienta verdadera y auténtica a la experiencia adolescente, incluso en este contexto elevado». Loeb señaló que trataría con cuestiones políticas modernas al decir: «Este es un momento en el que las figuras de autoridad están en cuestión, y esta es una historia donde los adolescentes tienen esa edad en la que ven a sus padres como falibles y humanos. Solo porque alguien está a cargo, no significa que están aquí para hacer el bien». Los productores notaron que la serie también exploraría la perspectiva de los padres, con el piloto contando la historia desde la perspectiva de los Fugitivos, y el segundo episodio mostrando la misma historia desde la perspectiva de sus padres —el Orgullo—, con las dos historias convergiendo a mitad de la primera temporada.
Schwartz comparó el tono de Runaways con el de los cómics en los que se basaba, calificándolo de «tan distinto», diciendo que gran parte del tono que utilizó Vaughn al escribir los cómics se superpuso con los tonos que Schwartz y Savage gustaban de trabajar. Los dos estaban entusiasmados por la libertad que les otorgaba Hulu con respecto a las cadenas habituales con las que solían trabajar, como permitirles a los chicos maldecir en la serie, no haber establecido la duración de cada episodio, y poder explorar la historia de los padres; Hulu quería «algo que se sintiera amplio y donde pudiéramos empujar el sobre en algunos lugares». Schwartz describió la serie como una historia de llegada a la mayoría de edad y un drama familiar, con un enfoque en los personajes que pueden conducir a largos tramos de la serie que no cuentan con superpoderes, por lo que «si no vieras el título de la serie, no lo sabrías». «No sé que estuviste en una serie de Marvel durante largos períodos (...) Ese era nuestro lugar de partida estético, pero hay episodios en los que hay cosas buenas [de Marvel]».
Hablando de la segunda temporada, Schwartz sintió que la serie se «aceleraría», ya que la temporada seguiría a los chicos en el viaje, diciendo: «Nuestro enfoque cambia a estos chicos y trata de sobrevivir en las calles… existe una mayor sensación de tensión y de impulso en función de dónde estamos en esta parte de la historia». Añadió que la experiencia de los chicos en el viaje los obligaría a crecer y los confrontaría y trataría con temas adultos rápidamente. Añadió que la relación entre Nico y Karolina que comenzó al final de la primera temporada sería «el núcleo emocional» en la segunda. En cuanto a los padres en la temporada, Schwartz los describió como carreras contra el reloj «para encontrar a sus hijos antes de que algo potencialmente catastrófico pueda ocurrir». Dado que los chicos conocen sus poderes, se utilizan más en la temporada. Además, afirmó que el albergue al que se mudan los chicos es una mansión en ruinas debajo de Griffith Park.
Dado que la tercera temporada es la última de la serie, "se decía que la historia llegó a un punto final natural". Al diseñar la temporada, Schwartz y Savage no estaban seguros de si la temporada sería la última de la serie, por lo que "querían asegurarse de que el final fuera lo más satisfactorio posible" y lo diseñaron como si fuera el final de una serie, mientras "tenían el potencial para otra historia, ya sea algo que podamos ver en pantalla o algo que viva en la imaginación del público". En los momentos finales del episodio, Alex encuentra una nota de su yo futuro, diciéndole que esconda a "Mancha" y mate a Nico; en los cómics, Victor Mancha era el hijo de Ultron quien se uniría a los Runaways para convertirse en un héroe, y Alex traiciona a sus amigos. Los elementos de viaje en el tiempo también aparecen en el episodio final, algo que se adelantó en temporadas anteriores, que Savage dijo que estaba "en el ADN de los cómics, por lo que era algo que queríamos honrar".

### Casting

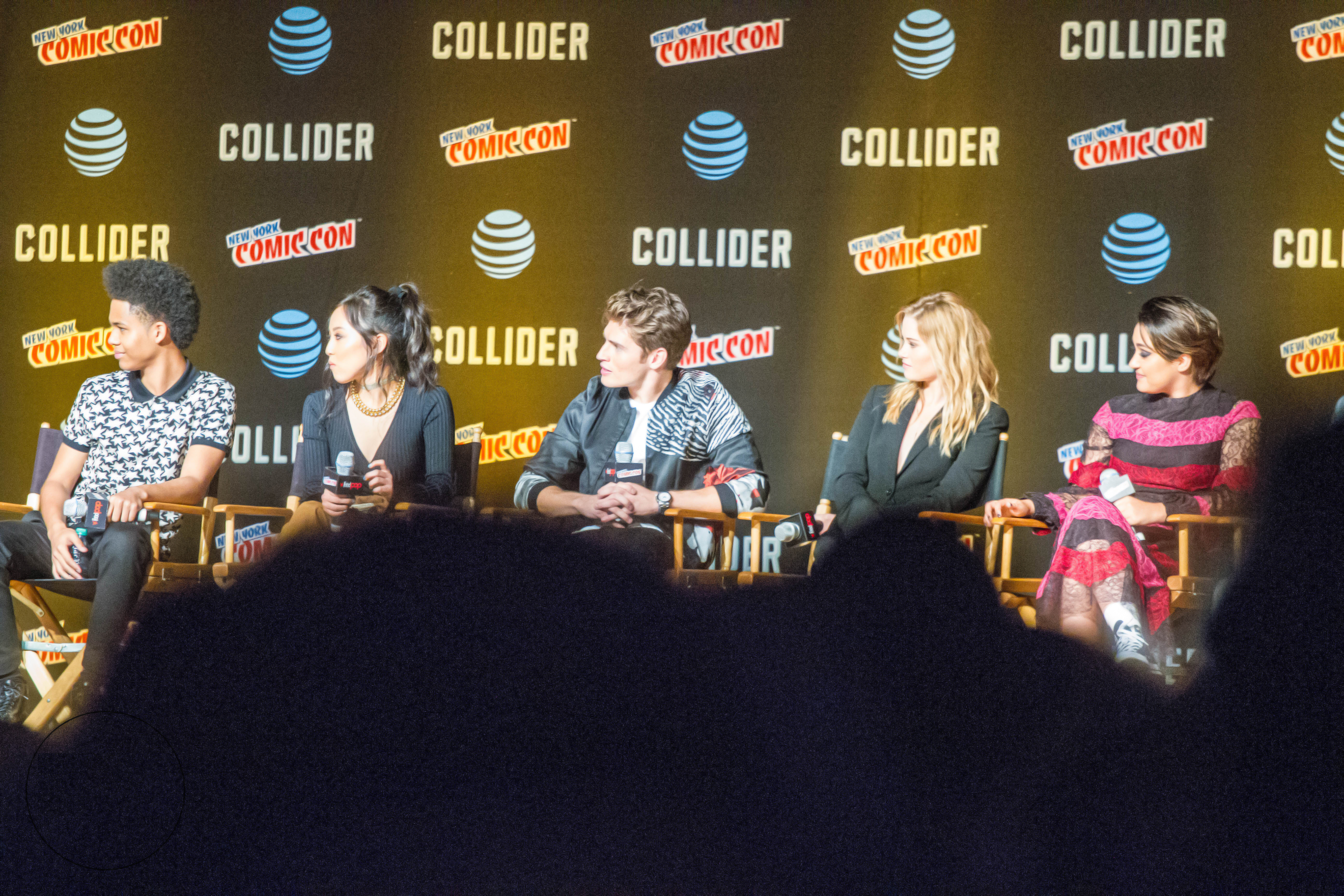
Elenco de Runaways en el New York Comic Con en 2017 (I-D: Rhenzy Feliz, Lyrica Okano, Gregg Sulkin, Virginia Gardner y Ariela Barer).

En febrero de 2017, Marvel anunció las selecciones de los Fugitivos con Rhenzy Feliz como Alex Wilder, Lyrica Okano como Nico Minoru, Virginia Gardner como Karolina Dean, Ariela Barer como Gert Yorkes, Gregg Sulkin como Chase Stein y Allegra Acosta como Molly Hernández. Poco después, Marvel anunció el elenco de Pride, con Ryan Sands como Geoffrey Wilder, Angel Parker como Catherine Wilder, Brittany Ishibashi como Tina Minoru, James Yaegashi como Robert Minoru, Kevin Weisman como Dale Yorkes, Brigid Brannagh como Stacey Yorkes, Annie Wersching como Leslie Dean, Kip Pardue como Frank Dean, James Marsters como Victor Stein y Ever Carradine como Janet Stein. Loeb elogió al director de casting, Patrick Rush, y explicó que los protagonistas de la serie para Runaways fueron la primera opción de los productores para el papel. La mayoría de los personajes son retratados por «caras nuevas», lo que fue una elección intencional. En agosto de 2017, Julian McMahon había sido elegido para el papel recurrente de Jonah. Fue ascendido a principal para la segunda temporada.
Para la segunda temporada, Schwartz señaló que aparecerían "personajes emocionantes y realmente populares" de los cómics. En octubre de 2018, se anunció que Jan Luis Castellanos se había unido al elenco como Topher. Clarissa Thibeaux fue elegida como Xavin.
En junio de 2019, Elizabeth Hurley fue anunciada como elegida para el papel de Morgan le Fay para la tercera temporada.

### Rodaje
La filmación del piloto comenzó el 10 de febrero de 2017, en Los Ángeles, bajo el título clave de Rugrats, y concluyó el 3 de marzo del mismo año. El director Brett Morgen obtuvo el control de Marvel y Hulu para establecer el aspecto de la serie, y quería crear una sensación que fuera «muy sólida y auténtica». También buscó diferenciar entre la bondad y arenoso mundo de los Fugitivos y el mundo más estilístico del Orgullo. Sintió que este último podría explorarse más mientras avanzaba la serie, pero no estaba disponible para dirigir más episodios de la temporada. Después de la finalización del piloto y ser elegida la serie para una temporada completa, hubo preocupación entre el elenco y el equipo de que la inminente huelga de escritores impediría que la serie avanzara. Sin embargo, la huelga no ocurrió, y el rodaje en el resto de la temporada comenzó a fines de junio, nuevamente en Los Ángeles. La producción en la temporada había concluido el 21 de octubre.
La producción en la segunda temporada comenzó la semana del 23 de abril de 2018, nuevamente en Los Ángeles, bajo el título de Rugrats. El rodaje de la temporada continuó hasta finales de septiembre de 2018. El rodaje de la tercera temporada inició el 13 de mayo de 2019.

### Música
En mayo de 2017, Siddhartha Khosla fue contratado para componer la música de la serie. Khosla dijo que, debido a su trayectoria como compositor, su proceso musical implica "trabajar en estas canciones de historias y tejerlas a través de diferentes episodios". Describió la partitura de Runaways como "completamente sintetizada", utilizando sintetizadores analógicos de la década de 1980, específicamente los sintetizadores, Roland Juno-60 y Oberheim Electronics. Khosla comparó la "sensación alternativa" de su partitura con Depeche Mode, y agregó que "hay un elemento de rebelión, por lo que, musicalmente, buscar algo que esté un poco fuera de lo común, no tradicional, sentí que era el enfoque apropiado". Siento que estoy haciendo arte en este programa". Alex Patsavas se desempeña como supervisor musical, habiéndolo hecho en todas las series anteriores de Schwartz y Savage. El 12 de enero de 2018, se lanzó digitalmente una banda sonora de la primera temporada que consta de 12 pistas con licencia, más dos de Khosla.
| Runaways (Original Soundtrack) |                                |                                  |          |  |
| N.º                            | Título                         | Artist(s)                        | Duración |  |
| 1.                             | «Runaways Theme»               | Siddhartha Khosla                | 1:13     |  |
| 2.                             | «May I Have This Dance»        | Francis and the Lights           | 2:53     |  |
| 3.                             | «Cane Shuga»                   | Glass Animals                    | 3:17     |  |
| 4.                             | «King Charles (Clean)»         | Yungblud                         | 2:41     |  |
| 5.                             | «Drinkee»                      | Sofi Tukker                      | 4:59     |  |
| 6.                             | «Ocean Eyes (Blackbear Remix)» | Billie Eilish                    | 3:14     |  |
| 7.                             | «Beat Goes On»                 | Lizzy Land                       | 3:40     |  |
| 8.                             | «All My Heroes»                | Bleachers                        | 3:03     |  |
| 9.                             | «Antidote (Live Arrangement)»  | Emily Wells                      | 5:43     |  |
| 10.                            | «Fuerza (feat. Nani Castle)»   | Tony Quattro                     | 3:40     |  |
| 11.                            | «Beyond a Mortal»              | Austra                           | 5:45     |  |
| 12.                            | «Long Life»                    | Bombadil                         | 2:38     |  |
| 13.                            | «Blanket Me»                   | Hundred Waters                   | 4:56     |  |
| 14.                            | «Gert's Lullaby»               | Siddhartha Khosla & Ariela Barer | 2:19     |  |

Además, la música original de la serie se lanzó digitalmente el 26 de enero. Toda la música de Siddhartha Khosla:

| Runaways (Score) |                                           |          |  |
| N.º              | Título                                    | Duración |  |
| 1.               | «Runaways Theme»                          | 1:12     |  |
| 2.               | «Safe With Us»                            | 1:28     |  |
| 3.               | «Pride»                                   | 3:40     |  |
| 4.               | «Go. Go. Go.»                             | 3:36     |  |
| 5.               | «Man in Bed»                              | 1:29     |  |
| 6.               | «In Love With Her Question Mark»          | 2:09     |  |
| 7.               | «Someone»                                 | 3:36     |  |
| 8.               | «Pretends Not to Hear»                    | 3:36     |  |
| 9.               | «Alpha User Has Arrived»                  | 2:47     |  |
| 10.              | «Gert's Lullaby» (featuring Ariela Barer) | 2:17     |  |
| 11.              | «Staff of One»                            | 0:26     |  |
| 12.              | «Step. On. It.»                           | 2:23     |  |
| 13.              | «I'm Victor, Victor Stein»                | 2:46     |  |
| 14.              | «Molly's Escape»                          | 2:46     |  |
| 15.              | «Think You Got Hacked»                    | 3:38     |  |
| 16.              | «Not on the Same Side Anymore»            | 4:20     |  |
| 17.              | «Runaways V Pride»                        | 5:10     |  |

### Conexiones al Universo cinematográfico de Marvel
Loeb confirmó en julio de 2017 que la serie se desarrollaría en el MCU pero que los personajes del programa no estarían preocupados por las acciones de los Vengadores, por ejemplo, diciendo: "¿Estarías siguiendo A Iron Man [en las redes sociales] ¿o seguirías a alguien de tu edad? El hecho de que se hayan encontrado y estén atravesando este misterio juntos en este momento es lo que nos preocupa, no lo que Capitán América está haciendo". Los showrunners consideraron que la conexión de la serie con el MCU era "liberadora", ya que les permitió ambientar la serie en un universo donde los superhéroes y la fantasía ya están establecidos y no necesitan ser explicados a la audiencia. Schwartz dijo que "eran muy capaces de contar la historia que queríamos contar independientemente de cualquiera de las otras historias de Marvel que existen". Inicialmente, Loeb había dicho que no había planes de cruzar de canales con la serie con tema similar, Cloak & Dagger en Freeform, ya que Marvel quería que la serie encontrara su equilibrio antes de conectarse aún más con otros elementos del universo, aunque "Verás cosas que se comentan entre sí; tratamos de tocar la base siempre que podamos... las cosas que están sucediendo en Los Ángeles no vaa a afectar exactamente lo que está sucediendo en Nueva Orleans [donde se ambienta Cloak & Dagger]... Es ser consciente de ello y tratar de encontrar una manera [de conectarse] que tenga sentido." El 1 de agosto de 2019, se reveló que la temporada 3 incluiría un episodio crossover con Cloak & Dagger.
Roxxon Energy, una empresa que aparece en todo el MCU, tiene su logotipo mostrado en la serie. También se menciona a Wakanda. Hablando de la tercera temporada, los showrunners dijeron que la serie "profundizaría [su] conexión" con el Universo Marvel. Presenta la Dimensión Oscura, así como el Darkhold tal como fue retratado en Agents of S.H.I.E.L.D..

## Márketing
Los miembros del elenco, Schwartz y Savage aparecieron en la New York Comic Con de 2017 para promocionar la serie, donde se reveló un avance de la serie, junto con una proyección del primer episodio. La serie tuvo su estreno en la alfombra roja en el Regency Bruin Theatre en Westwood, Los Ángeles, el 16 de noviembre de 2017.

## Estreno
Runaways estrenó sus primeros tres episodios en Hulu en Estados Unidos, el 21 de noviembre de 2017, con una primera temporada de 10 episodios, y concluyó el 9 de enero de 2018. La serie se emitió en Showcase en Canadá y se estrenó el 22 de noviembre, y se emitió en Syfy en el Reino Unido y se estrenó el 18 de abril de 2018. El episodio de estreno hizo su debut televisivo en los Estados Unidos en Freeform el 2 de agosto de 2018, tras la emisión del final de la primera temporada de Cloak & Dagger; la transmisión es parte de la asociación de marketing continua de Freeform con Hulu. La primera temporada también estuvo disponible en Disney+ cuando se lanzó el 12 de noviembre de 2019. La segunda temporada, que consta de 13 episodios, se estrenó en su totalidad el 21 de diciembre de 2018. La tercera temporada se estrenó el 13 de diciembre de 2019, y se hizo disponible en Disney+, junto con la segunda temporada, el 10 de enero de 2020. Runaways se eliminó de Hulu y Disney+ a nivel mundial el 26 de mayo de 2023, como parte de las medidas de reducción de costos de Disney. La serie todavía estaba disponible para comprar o alquilar a través de los servicios de video bajo demanda. En mayo de 2024, Runaways fue adquirida por The CW, lo que la hizo disponible para ver a través de su plataforma.

## Recepción

### Respuesta crítica
| Temporada | Temporada | Rotten Tomatoes  | Metacritic      |
| --------- | --------- | ---------------- | --------------- |
|           | 1         | 86% (84 reseñas) | 68 (22 reseñas) |
|           | 2         | 88% (24 reseñas) | —               |
|           | 3         | 83% (12 reseñas) | —               |

El sitio web del agregador de reseñas, Rotten Tomatoes informó un índice de aprobación del 86% para la primera temporada,  basada en 84 reseñas, con una calificación promedio de 7.8/10. El consenso del sitio web dice: «Seria, divertida y más equilibrada que su material de origen, Runaways encuentra una base sólida en un género sobresaturado». El sitio web, Metacritic, que utiliza un promedio ponderado, asignó a la serie un puntaje de 68 sobre 100 basado en 22 críticos, indicando «reseñas generalmente favorables».
Al revisar los dos primeros episodios de la serie, Joseph Schmidt de ComicBook.com elogió el programa por su fidelidad a los cómics, pero también por algunos de los cambios que realizó, apreciando el mayor enfoque en los padres. Pensó que el elenco que interpretaba a los Runaways era "bastante acertado", pero "muchos de los padres se roban la escena", destacando las actuaciones de Marsters, Wersching y Pardue.
La segunda temporada tiene un índice de aprobación del 88% en Rotten Tomatoes, según 24 reseñas, con una calificación promedio de 6,6/10. El consenso crítico del sitio web afirma: "Runaways comienza con buen pie en su segunda temporada, pero aunque profundiza las conexiones entre su amplio elenco, las historias formuladas y una excesiva dependencia de los dispositivos de la trama le impiden madurar completamente hasta convertirse en un estudio de carácter convincente."
La tercera temporada tiene un índice de aprobación del 83% en Rotten Tomatoes, según 12 reseñas, con una calificación promedio de 7,9/10. El consenso crítico del sitio web afirma: "Al centrarse en su sólido conjunto y los momentos de los personajes que los fanáticos han llegado a amar, Runaways finaliza sus tres temporadas con una nota alta emocionante y sorprendentemente introspectiva".

### Reconocimientos
| Año  | Premio                 | Categoría                                             | Nominado(s)       | Resultado | Ref.   |
| ---- | ---------------------- | ----------------------------------------------------- | ----------------- | --------- | ------ |
| 2017 | Golden Issue Awards    | Mejor reparto                                         | Runaways          | Ganadores | [ 89 ] |
| 2018 | Jerry Goldsmith Awards | Mejor banda sonora para un programa de televisión     | Siddhartha Khosla | Nominado  | [ 90 ] |
| 2018 | Premios Saturn         | Mejor serie de superhéroes de nuevos medios           | Runaways          | Nominada  | [ 91 ] |
| 2019 | BMI Awards             | Premios BMI Streaming Media                           | Siddhartha Khosla | Ganador   | [ 92 ] |
| 2019 | Premios Saturn         | Mejor serie de televisión de superhéroes en streaming | Runaways          | Nominada  | [ 93 ] |
| 2019 | Teen Choice Awards     | Mejor programa de televisión dramático                | Runaways          | Nominada  | [ 94 ] |